# تپه کوره خانه واحدی
تپه کوره خانه واحدی * مربوط به هزاره ۴ قبل از میلاد است و در میناب واقع شده و این اثر در تاریخ ۹ مرداد ۱۳۵۲ با شمارهٔ ثبت ۱۰۳۲ به‌عنوان یکی از آثار ملی ایران به ثبت رسیده است.